# Pavelló Les Comes
El Pavelló Les Comes és un pavelló esportiu multiusos de la ciutat d'Igualada, a la comarca de l'Anoia. Va ser inaugurat el 28 de març de 1987 amb la presència del president de la Generalitat de Catalunya Jordi Pujol. Va ser projectat inicialment per Agustí Pruñonosa. Disposa de diverses sales, pistes i espais, destacant especialment la pista dedicada a la pràctica d'hoquei sobre patins que utilitza, des de la seva inauguració, l'Igualada Hoquei Club pels seus partits com a local.
Ha estat remodelat i ampliat l'any 2019 i, actualment, a més d'acollir l'hoquei sobre patins, també acull competicions d'handbol, futbol sala, voleibol, bàsquet, tennis taula o bitlles catalanes.